# Reductor de velocitat
|  | Aquest article tracta sobre Reductor de velocitat en màquines. Si cerqueu Bandes reductores de velocitat (carreteres), vegeu «Ressalt». |

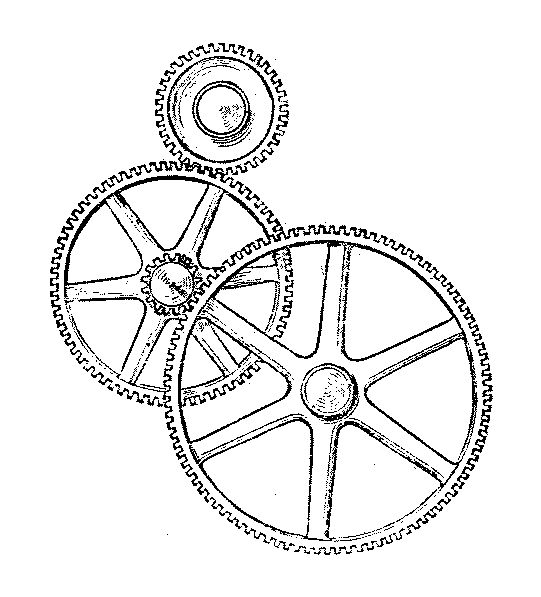
Il·lustració de l'Army Service Corps Training o sobre transport mecànic (1911), figura 112 Transmissió de moviment i força mitjançant rodes dentades, un tren d'engranatges.

Un reductor de velocitat és un sistema per a reduir o, en general, controlar la velocitat d'un vehicle. Tota màquina el moviment de la qual sigui generat per un motor (sigui elèctric, d'explosió o un altre) necessita que la velocitat d'aquest motor s'adapti a la velocitat necessària per al bon funcionament de la màquina. A més d'aquesta adaptació de velocitat, s'han de considerar altres factors com la potència mecànica a transmetre, la potència tèrmica, rendiments mecànics (estàtics i dinàmics). Aquesta adaptació es realitza generalment amb un o més parells d'engranatges que adapten la velocitat i potència mecànica muntats en un cos compacte anomenat reductor de velocitat encara que en alguns països castellanoparlants també se l'anomena caixa reductora.

## Tipus de reductors de velocitat

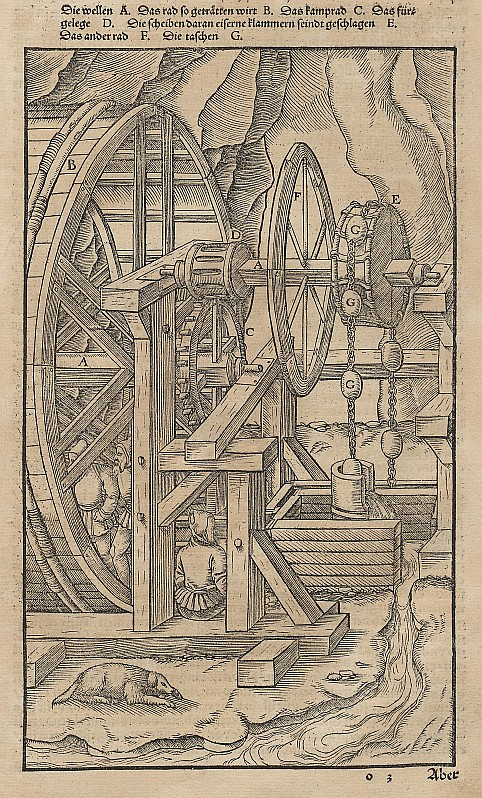
Una il·lustració d'Agricola de 1580 que mostra una roda dentada que enganxa en un cilindre ranurat per formar un tren d'engranatges que transmet l'energia d'una cinta de córrer humana a la bomba d'una mina.

Els reductors de velocitat se solen classificar d'una manera bastant anàrquica, solapant-se en alguns casos les definicions de manera intrínseca i en altres casos cal usar diverses classificacions per definir-los.

### Classificació per tipus d'engranatges
Els reductors es poden classificar per la tipologia dels seus engranatges, les classificacions més usuals són: Sense fi-Corona, engranatges i planetaris.

#### Reductors de velocitat deVis sens fi-Corona
És potser el tipus de reductor de velocitat més senzill, es compon d'una corona dentada, normalment de bronze en el centre s'ha embotit un eix d'acer (eix lent), aquesta corona està en contacte permanent amb un caragol d'acer en forma de Vis sens fi. Una volta del Vis sens fi provoca l'avanç d'una dent de la corona i en conseqüència la reducció de velocitat. La reducció de velocitat d'un conjunt Vis sens fi/ Corona es calcula amb la relació entre el nombre de dents de la corona per 1 volta del Vis sens fi.
Paradoxalment és el tipus de reductor de velocitat més utilitzat i comercialitzat al mateix temps que totes les tendències d'enginyeria el consideren obsolet per ls seus grans defectes que són, el baix rendiment energètic i la irreversibilitat.

#### Reductors de velocitat d'engranatges
Els reductors d'engranatges són aquells en què tota la transmissió mecànica es realitza per parells d'engranatges de qualsevol tipus excepte els basats en caragol sense fi. Ofereixen major rendiment energètic, menor manteniment i menor mida.

#### Reductors cicloidals
El sistema de reducció de velocitat de cicloidals es basa en un principi enginyosament simple.
El reductor de velocitat només té tres parts mòbils:
- L'eix d'entrada d'alta velocitat amb una lleva excèntrica integral i un conjunt de coixinet de corró
- El disc cicloidal i el conjunt de l'eix de sortida de baixa velocitat. L'acció de rodament progressiva i fins i tot dels discos cicloidals eliminen la fricció i els punts de pressió dels engranatges convencionals.

Tots els components que transmeten el parell de torsió de cicloidals roden i estan disposats en forma simètrica al voltant de l'eix per a una operació equilibrada, parella i silenciosa.

#### Reductors de velocitat planetaris
Són reductors d'engranatges amb la particularitat que no estan compostos de parells d'engranatges sinó d'una disposició una mica diferent.

### Classificació per disposició dels eixos lent i ràpid
Els reductors es poden classificar per la posició relativa de l'eix lent del reductor respecte al seu eix ràpid. Les classificacions més usuals són: paral·lels, ortogonals i coaxials.

### Classificació per sistema de fixació
Els reductors es poden classificar pel seu sistema de fixació, fix o pendular.

## Característiques dels reductors de velocitat
La fabricació o selecció d'un reductor de velocitat pot ser summament complex en algunes ocasions donada la gran quantitat de paràmetres a tenir en compte. Els principals són:
ParellEl parell motor, és el moment que pot transmetre un motor en cada gir. També anomenat "Torque". La seva unitat en el SI és el N m (Newton metre).
Parell nominalÉs el parell transmissible pel reductor de velocitat amb una càrrega uniforme i contínua; està íntimament relacionat amb la velocitat d'entrada i la velocitat de sortida. La seva unitat en el SI és el N m.
Parell resistentRepresenta el parell requerit per al correcte funcionament de la màquina a la qual el reductor de velocitat serà acoblat. La seva unitat en el SI és el N m.
Parell de càlculÉs el producte del parell resistent i el factor de servei requerit per la màquina a la qual el reductor de velocitat serà acoblat. La seva unitat en el SI és el N m.
PotènciaExpressada normalment en kW (quilowatts) la potència elèctrica és considerada en dos nivells diferents: la potència elèctrica aplicada i la potència útil; aquesta última és el producte de la potència aplicada en ser multiplicat per cada un dels rendiments de cada parell d'engranatges del reductor de velocitat.
Potència tèrmicaEls rendiments dels trens d'engranatges tenen una pèrdua de potència en forma de calor que ha de ser dissipada pel cos dels reductors de velocitat. Pot passar que la potència transmissible mecànicament provoqui una calor en el reductor de velocitat a uns nivells que impedeixen el seu funcionament normal. La potència tèrmica, expressada en kw, indica la potència elèctrica aplicada a l'eix ràpid del reductor de velocitat que aquest és capaç de transmetre sense limitació tèrmica. La seva unitat en el SI és Pwt